# Fall Aspen
Fall Aspen (1976-1998) était une jument pur-sang anglais, par Pretense et Change Water, par Swaps.

## Carrière
Championne sur les pistes, cette jument américaine fut l'une des meilleures de sa génération, s'adjugeant notamment les Matron Stakes (Groupe 1) à deux ans, puis continua sa carrière jusqu'à 4 ans, glanant 8 victoires en 20 sorties.  

## Au haras
C'est toutefois comme poulinière qu'elle devait passer à la postérité, en devenant l'une des matrones les plus importantes du siècle. Passée plusieurs sur le ring, elle fit afficher des sommes records : $ 900.000, $ 1.100.000 et $ 2.400.000 en 1994, pleine de Danzig. Elle est non seulement, avec Toussaud, Darara, Urban Sea et Dahlia, l'une des cinq poulinières de l'hémisphère nord à avoir engendré 4 vainqueurs de groupe 1 (sachant que Hasili en revendique 5), mais sa lignée perdure brillamment au stud. En 2000, par exemple, elle se trouva mère, grand-mère ou 3e mère de 10 lauréats de groupe 1, dont sept champions. Le rayonnement de sa descendance est mondial, les mâles qui en sont issus faisant la monte aux États-Unis, en France, en Angleterre, en Irlande, au Japon, en Nouvelle-Zélande, au Chili, en Afrique du Sud et ailleurs. Ayant des descendants tels que le crack-étalon Dubawi, Fall Aspen est quasiment condamnée à l'éternité.   

### La descendance de Fall Aspen
Voici, résumée, la descendance de Fall Aspen à partir de ses 14 produits : 
- 1982 - Northern Aspen (Northern Dancer) : Gamely H. (Gr.1), Prix d'Astarté (Gr.2), 2e Santa Barbara H. (Gr.1), Santa Ana H. (Gr.1), Prix Quincey (Gr.3).
- 1983 - Elle Seule (Exclusive Native) : Prix d'Astarté (Gr.2). Mère de :
  - Mehthaaf (Nureyev) : 1.000 Guinées Irlandaises
    - Tanaghum (Darshaan) : 4e Princess Royal Stakes (Gr.3), mère de :
      - Mujarah (Marju), mère de :
        - Ribchester (Iffraaj) : Prix Jacques Le Marois, Lockinge Stakes, Queen Anne Stakes, Prix du Moulin de Longchamp, Mill Reef Stakes (Gr.2), Jersey Stakes (Gr.3). 2e Queen Elizabeth II Stakes, Sussex Stakes (+3ème), Gimcrack Stakes (Gr.2). 3e 2000 Guinées, Dubaï Turf.

      - Tactic (Sadler's Wells) : Curragh Cup (Gr.2).
      - Bangkok (Australia) : Classic Trial (Gr.3).
      - Yaazy (Teofilo) : 2e Prix Minerve (Gr.3), 3e Prix de Malleret (Gr.2).
      - Zahoo (Nayef), mère de :
        - Convergence (Cape Cross) : Ballycorus Stakes (Gr.3)
        - Marbaan (Oasis Dream) : Vintage Stakes (Gr.2)

  - Elnadim (Danzig) : July Cup.
  - Only Seule (Lyphard), mère de :
    - Occupandiste (Kaldoun) : Prix de la Forêt, Prix Maurice de Gheest, mère de :
      - Impressionnante (Danehill) : Prix de Sandringham. 2e Prix d'Astarté, Poule d'Essai des Pouliches, mère de :
        - Intello (Galileo) : Prix du Jockey-Club, Prix Messidor (Gr.3), 3e Poule d'Essai des Poulains, Prix de l'Arc de Triomphe.
        - Ilic (Iffraaj) : 2e Prix du Prince d'Orange (Gr.3).

      - Only Answer (Green Desert) : Prix de Saint-Georges (Gr.3).
      - Mondialiste (Galileo) : Arlington Million, Woodbine Mile Stakes (Gr.1), Strensall Stakes (Gr.3), 2e Breeders' Cup Mile, York Stakes (Gr.2), 3e Prix Jean Prat, Earl of Sefton Stakes.
      - Planetaire (Galileo) : 3e La Coupe de Maisons-Laffitte (Gr.3).
      - Désertiste (Green Desert), mère de :
        - Sasparella (Shamardal) : Prix Eclipse (Gr.3)

    - Only Green (Green Desert) : 3e Prix Imprudence (Gr.3). 5e Breeders' Cup Filly & Mare Turf. Mère de :
      - Shaman (Shamardal) : Prix d'Harcourt, Prix La Force (Gr.3). 2e Poule d'Essai des Poulains, Prix Jacques Le Marois. 3e Prix Daniel Wildenstein, Prix des Chênes (Gr.3).

  - Khulood (Storm Cat) : Nell Gwyn Stakes (Gr.3). Summer S. 2e (Gr.3)
- 1984 - Native Aspen (Raise a Native) : Placé de stakes, étalon en Australie.
- 1985 - Mazzacano (Alleged) : Goodwood Cup (Gr.3), 2e Ascot Gold Cup.
- 1986 - Colorado Dancer (Shareef Dancer) : Prix de Pomone, Prix Minerve. 2e Prix de Malleret. 3e Prix Vermeille, Yellow Ribbon Stakes (Gr.1). Mère de : 
  - Dubai Millennium : Queen Elizabeth II Stakes, Prix Jacques Le Marois, Dubaï World Cup, Prince of Wales's Stakes. Père de l'un des meilleurs étalons du 21e siècle, Dubawi.
  - Denver County (Mr.Prospector) : 3e Prix Greffulhe.
  - Ragsah (Shamardal) : 2e Firth of Clyde Stakes (Gr.3)
  - Chaquiras (Seeking The Gold), mère de :
    - Threading (Exceed And Excel) : Lowther Stakes (Gr.2)

  - Dubaï Sunrise (Seeking The Gold), mère de :
    - Dee Ex Bee (Farhh) : Sagaro Stakes (Gr.3). 2e Derby d'Epsom, Gordon Stakes (Gr.3), Chester Vase (Gr.3). 3e Grosser Preis von Bayern, Grand Prix de Paris.
- 1987 - Dance of Leaves (Sadler's Wells), mère de : 
  - Charnwood Forest (Warning) : Challenge Stakes (Gr.2), Queen Ann Stakes (Gr.2), 2e St. James's Palace Stakes, Sussex Stakes, Lockinge Stakes.
  - Medaaly (Highest Honor) : Racing Post Trophy.
- 1988 - Sheroog (Shareef Dancer), mère de :
  - Kabool (Groom Dancer) : Prix Guillaume d'Ornano, Prix du Rond-Point. 3e Champion Stakes.
  - Gorband (Woodman), mère de : 
    - Harbour Watch (Acclamation) : Richmond Stakes (Gr.2)
    - Europa Point (Rock of Gibraltar) : Empress Club St (Gr.1, Afrique du Sud), President's Champions Challenge (Gr.1), Acacia Handicap (Gr.3)
- 1989 - Hamas (Danzig) : July Cup.
- 1990 - Fort Wood (Sadler's Wells) : Grand Prix de Paris. Etalon de tête en Afrique du Sud (père notamment de Horse Chestnut, meilleur cheval de l'histoire des courses sud-africaines).
- 1991 - non saillie
- 1992 - Timber Country (Woodman) : Meilleur 2 ans américain en 1994. Breeders' Cup Juvenile, Champagne Stakes, Preakness Stakes. 3e Kentucky Derby. Étalon au Japon.
- 1993 - Prince of Thieves (Hansel) : 3e Kentucky Derby.
- 1994 - Pas de produit
- 1995 - Bianconi (Danzig) : Diadem Stakes (Gr.2).
- 1996 - Aspen Leaves (Woodman)
- 1997 - Martinelli (Thunder Gulch)

## Origines
Le pedigree de Fall Aspen est remarquable, fruit des meilleurs croisements. On y remarque, parmi de nombreux inbreedings, ceux sur le chef de race Hyperion et sur War Admiral. 
Son père, Pretense (1963-1987), fut un très bon cheval d'âge, remportant plusieurs handicaps de niveau groupe 1, avant de devenir un étalon de premier plan. Quant à Change Waters, sa mère, si elle ne brilla pas sur les pistes, elle fut elle-même une remarquable poulinière, donnant McCracken, le propre frère de Fall Aspen, qui termina 3e des importantes Futurity Stakes, et Allen's Prospect (par Mr.Prospector), devenu étalon.  

### Pedigree
| Origines de Fall Aspen (USA), jument alezane née en 1976 | Origines de Fall Aspen (USA), jument alezane née en 1976 | Origines de Fall Aspen (USA), jument alezane née en 1976 | Origines de Fall Aspen (USA), jument alezane née en 1976 |
| -------------------------------------------------------- | -------------------------------------------------------- | -------------------------------------------------------- | -------------------------------------------------------- |
| Père Pretense                                            | Endeavour                                                | British Empire                                           | Colombo                                                  |
| Père Pretense                                            | Endeavour                                                | British Empire                                           | Rose of England                                          |
| Père Pretense                                            | Endeavour                                                | Himalaya                                                 | Hunter's Moon                                            |
| Père Pretense                                            | Endeavour                                                | Himalaya                                                 | Partenope                                                |
| Père Pretense                                            | Imitation                                                | Hyperion                                                 | Gainsborough                                             |
| Père Pretense                                            | Imitation                                                | Hyperion                                                 | Selene                                                   |
| Père Pretense                                            | Imitation                                                | Flattery                                                 | Winalot                                                  |
| Père Pretense                                            | Imitation                                                | Flattery                                                 | Fickle                                                   |
| Mère Change Water                                        | Swaps                                                    | Khaled                                                   | Hyperion                                                 |
| Mère Change Water                                        | Swaps                                                    | Khaled                                                   | Eclair                                                   |
| Mère Change Water                                        | Swaps                                                    | Iron Reward                                              | Beau Pere                                                |
| Mère Change Water                                        | Swaps                                                    | Iron Reward                                              | Iron Maiden                                              |
| Mère Change Water                                        | Portage                                                  | War Admiral                                              | Man O'War                                                |
| Mère Change Water                                        | Portage                                                  | War Admiral                                              | Brushup                                                  |
| Mère Change Water                                        | Portage                                                  | Carillon                                                 | Case Ace                                                 |
| Mère Change Water                                        | Portage                                                  | Carillon                                                 | Sunfeathers (famille 4-m)                                |